# Het collectief geheugen (Vlaams televisieprogramma)
Het collectief geheugen is een humoristische panelshow op Eén, gepresenteerd door Kamal Kharmach. Er werden zeven afleveringen uitgezonden in het voorjaar van 2018. Het programma is gebaseerd op het gelijknamige Nederlandse programma, deze werd van 2015 tot 2016 gepresenteerd door Chantal Janzen.

## Concept
In dit programma  duiken twee teams, onder leiding van kapiteins Jacques Vermeire en Maaike Cafmeyer, terug in de geschiedenis en argumenteren op ludieke wijze waarom bepaalde gebeurtenissen en personen moeten opgenomen worden in het nationaal collectief geheugen.  Elke week beslist een tv-icoon als 'geschiedschrijver' wie of wat ook effectief een plaats verdient in dit collectief geheugen.

## Afleveringen
| Afl. | Gasten                                  | Geschiedschrijver | Uitzenddatum     | Kijkcijfers |
| ---- | --------------------------------------- | ----------------- | ---------------- | ----------- |
| 1    | Rik Verheye en Stany Crets              | Marcel Vanthilt   | 27 januari 2018  | 598.597     |
| 2    | Rani De Coninck en Ruben Van Gucht      | Kurt van Eeghem   | 3 februari 2018  | 519.065     |
| 3    | Sergio en Wesley Sonck                  | Luc Appermont     | 10 februari 2018 | 599.700     |
| 4    | Eline De Munck en Sven De Ridder        | Marleen Merckx    | 17 februari 2018 | 458.159     |
| 5    | Thomas Smith en Saartje Vandendriessche | Jean Blaute       | 24 februari 2018 | 535.964     |
| 6    | Joris Hessels en Showbizz Bart          | Frieda Van Wijck  | 3 maart 2018     | 447.222     |
| 7    | Ini Massez en Jelle Cleymans            | Jan Verheyen      | 10 maart 2018    | 551.533     |